# Bernardino Escribano
José Bernardino Buenaventura Escribano (Buenos Aires, Virreinato del Río de la Plata, 20 de mayo de 1790 - Santiago de Chile, Chile, 10 de octubre de 1834) fue un militar argentino que participó en el Ejército de los Andes junto al General San Martín, entre otros destinos militares. En 1827 fundó la ciudad de Junín (Argentina).

## Inicios de su carrera militar
Nieto, hijo y hermano de militares, en 1806 cumplió sus primeros estudios en el famoso Colegio de San Carlos, y al cumplir los 16 años se incorporó como aspirante en la Escuela de Náutica. Allí formó parte de un cuerpo de soldados que luchó durante las Invasiones Inglesas.
En 1810 se incorporó como cadete al Regimiento "Húsares del Rey", se lo designó como alférez del Regimiento de "Húsares de Pueyrredón", con destino en el escuadrón que comandó su primo Martín Rodríguez.
En 1811 integró el Cuerpo de Caballería de la Patria a las órdenes de Balcarce en la batalla de Huaqui, y fue alférez de uno de los escuadrones del Cuerpo de "Húsares de Pueyrredón" en 1812.
Creado el Regimiento de Granaderos a Caballo, en 1813, fue nombrado alférez del Segundo Escuadrón, y a las órdenes del coronel Alvear, se encontró entre las fuerzas de apoyo a los sitiadores de Montevideo. Recibió un nuevo ascenso propuesto por José de San Martín, siendo nombrado teniente segundo del Tercer Escuadrón de Granaderos a Caballo, participando de las fuerzas sitiadoras de Montevideo.
En 1814, a las órdenes del general Alvear, entró triunfalmente en la ciudad de Montevideo con las tropas sitiadoras.

## Campaña de San Martín a Chile
Al acentuarse la organización del Ejército de los Andes, en 1816, Bernardino Escribano fue promovido al cargo de ayudante mayor de Granaderos a Caballo, siendo designado componente de la Plana Mayor del Regimiento.
En el Cruce de los Andes, en 1817, integró el Tercer Escuadrón de Granaderos, División Vanguardia. Participó en la batalla de Chacabuco con una destacada actuación, y fue ascendido a capitán de la Primera Compañía del Cuarto Escuadrón. Con una división compuesta por las tres armas al mando de Juan Gregorio de las Heras se inició una campaña al sur de Chile, para desalojar a las fuerzas realistas, fortificadas en distintos puntos, de la que participó Escribano. Llegó con refuerzos el general Bernardo O'Higgins, quien establecerá con Escribano una gran amistad.
En 1818 los ejércitos argentino y chileno se reunieron para la expulsión de los realistas, bajo las órdenes de O'Higgins y de Hilarión de la Quintana.  La situación se tornó difícil por Cancha Rayada. Las Heras y Escribano lograron sacar bajo el fuego enemigo una división sin tener una sola baja. Esas tropas son las que se reorganizaron para emprender el camino a la batalla de Maipú y la entrada triunfal en Santiago de Chile de San Martín acompañado por los escuadrones al mando de Mariano Necochea y Escribano. Cuando el general Marcos Balcarce fue destinado al sur de Chile a los efectos de dispersar algunos contingentes realistas, Escribano fue su compañero de jornadas.

## Campañas al sur de Chile
"Guerra a Muerte" fue llamada en 1819 la estrategia de las fuerzas independentistas en el sur de Chile. El escuadrón al mando de Escribano logró quebrar las filas enemigas, donde se encontraba el grueso de las tropas realistas. Ese año contrajo matrimonio con Juana García y Segura, dama de la sociedad chilena.
En 1820 San Martín se separó del ejército unido para hacerse cargo de las operaciones en el Perú, y O'Higgins solicitó el pase al ejército chileno para incorporarse a su Guardia Escolta. Solicitó pasar a formar parte de los ejércitos de Chile, que se moldean bajo las estructuras del Ejército de los Andes, siendo designado sargento mayor del Escuadrón "Húsares de Marte".
Fue designado teniente coronel del Segundo Escuadrón del Regimiento "Dragones de Chillán" en 1822, y ejerció la jefatura del mismo, prosiguiendo desde ese cargo la campaña en el sur de Chile, contra algunos focos realistas.
En 1826 como teniente coronel del Regimiento "Dragones de la Libertad", venció al último bastión realista en la isla de Chiloé. Cumplida esta misión, solicitó autorización para trasladarse a su patria para enrolarse en la lucha contra Brasil, siendo aceptada su petición. En compañía de su esposa y su hija Juana, retornó a Buenos Aires.

## En Buenos Aires
El presidente Bernardino Rivadavia le extendió despacho de teniente coronel del Regimiento Quinto de Caballería de Línea en 1827, con asiento en Salto. Este Regimiento formó parte de la División del Norte, a las órdenes del coronel Federico Rauch. Según los decretos de Rivadavia de septiembre y mayo sobre la línea de frontera, se le ordenó la fundación de uno de los tres fuertes dispuestos para la frontera.
Así fue como el 27 de diciembre de 1827 fundó el Fuerte Federación, en la margen izquierda del río Salado y a 250 km al oeste de Buenos Aires.  Luego se transformaría en la actual ciudad de Junín.  
En 1828, estando a cargo de la Comandancia del Fuerte, debió abandonar el mismo en razón de una enfermedad que requería atención urgente. Lo sucedió en el mando el coronel Rauch. En el mes de noviembre se reintegró a su mando en el Fuerte a las órdenes del coronel Ángel Pacheco, y sin hacer abandono de la Comandancia, se sumó a las fuerzas en la expedición que se realizó contra los indígenas a orillas del Salado.
Apoyó la revolución unitaria que desplazó a Manuel Dorrego del gobierno de la provincia de Buenos Aires. Rebelándose contra las órdenes del general Pacheco, que exigió dar protección al gobernador Dorrego y que huía después del desastre en Navarro, Escribano y Mariano Acha lo arrestaron. Poco después, el general Juan Lavalle ordenaba su fusilamiento.
Lavalle le extendió despacho de coronel, con cargo a la Jefatura del Regimiento Cuarto de Milicias de Campaña, con asiento en Arrecifes.
En 1829 compuso las fuerzas que comandó Isidoro Suárez, en la batalla de Las Palmitas. Por resolución superior pasó a la Plana Mayor del ejército, y por sus relaciones con Lavalle, en septiembre quedó destituido del Ejército.
Ante la persecución iniciada hacia los unitarios, decidió regresar a Chile con su familia.
Murió el 10 de octubre de 1834 en Santiago de Chile, y sus restos permanecen allí junto a los de su esposa.